# 理科教室小学校5年生
『理科教室 小学校5年生』（りかきょうしつ しょうがっこうごねんせい）は、NHK教育テレビジョンで1959年4月6日から1990年3月13日まで放送されていた小学校5年生向けの学校放送（教科：理科）である。NHK総合テレビジョンでも1960年4月8日から同年9月2日まで放送されていた。

## 概要
放送ライブラリーでは1968年10月23日放送分が公開。
1970年4月からカラー放送。
1980年代の番組リニューアルは他学年と比べると遅く、実施が1986年度だった。

## 放送時間
いずれも日本標準時、別の時間帯での再放送あり。また、学校が長期休暇に入る時期には放送時間を変更していた。
| 期間                         | 放送時間                                           |
| ---------------------------- | -------------------------------------------------- |
| 1959年4月6日 - 1960年3月14日 | 月曜日 10:25 - 10:55                               |
| 1960年4月8日 - 1964年3月13日 | 金曜日 11:35 - 11:55                               |
| 1964年4月8日 - 1980年3月19日 | 水曜日 11:40 - 12:00                               |
| 1980年4月8日 - 1990年3月13日 | 火曜日 11:45 - 12:00 移動とともに放送枠が5分縮小。 |

## キャスト

### 先生
- 宮崎幸子（1959年度 - 1961年度）
- 阿久沢栄太郎（1959年度 - 1961年度）
- 鈴木勉（1962年度 - 1971年度）
- 桜沢寿（1962年度 - 1966年度）
- 荻須正義（1962年度 - 1966年度）
- 岩井末隆（1967年度 - 1968年度）[1]
- 村岡耕治（1972年度 - 1980年度）[3][4]
- 小尾昭（1981年度 - 1982年度）
- 大村高（1982年度 - 1985年度）
- 叶雅之

### その他
- お姉さん - 奈々瀬唯（1986年度）→坪井木の実
- ナレーター - 冬馬由美

## スタッフ
- 音楽 - 柳田孝義
- 制作 - 二神重成[1]
- 演出 - 山根宏之[1]
- イラスト - 川上濶[1]
- 構成 - 新沼孝夫[1]

## 関連文献
- 日本放送協会 編『NHK理科教室 5年』日本放送出版協会、1968年4月1日。NDLJP:1653961。